# Montegiardino
Montegiardino je jedno z 9 měst (italsky: castello) v San Marinu. Ve městě žije 911 obyvatel na území o rozloze 3,31 km² a sídlí v něm Univerzita Republiky San Marino.

## Geografie
Vzhledem ke své rozloze a počtu obyvatel, je Montegiardino nejmenší město v zemi. Hraničí se sanmarinskými městy Fiorentino a Faetano a italskými městy Monte Grimano a Sassofeltrio.

## Historie
Montegiardino se přidalo k San Marinu v roce 1463.

## Obce
Součástí města je pouze jedna obec (italsky: curazie): Cerbaiola

## Galerie

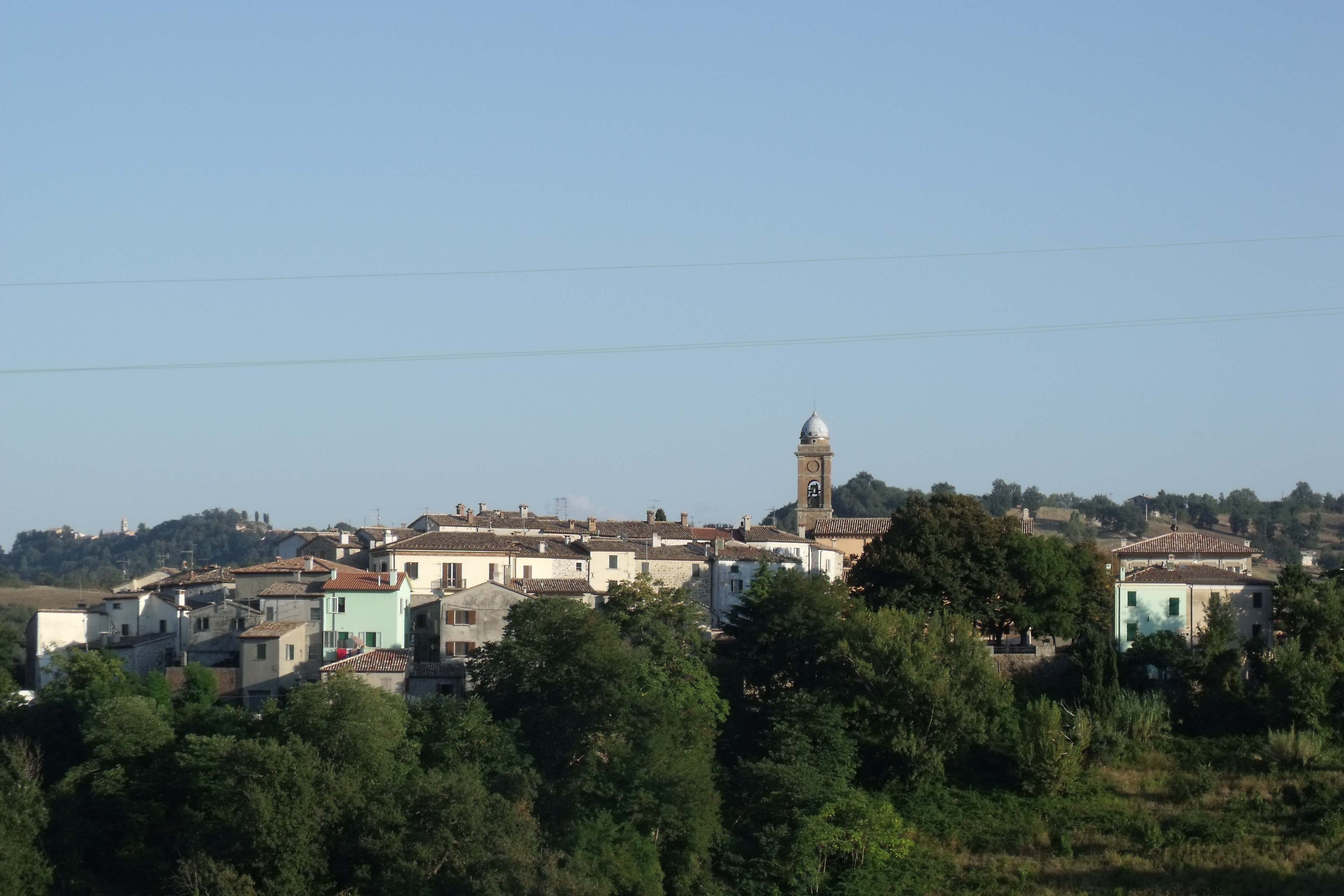
Panorama
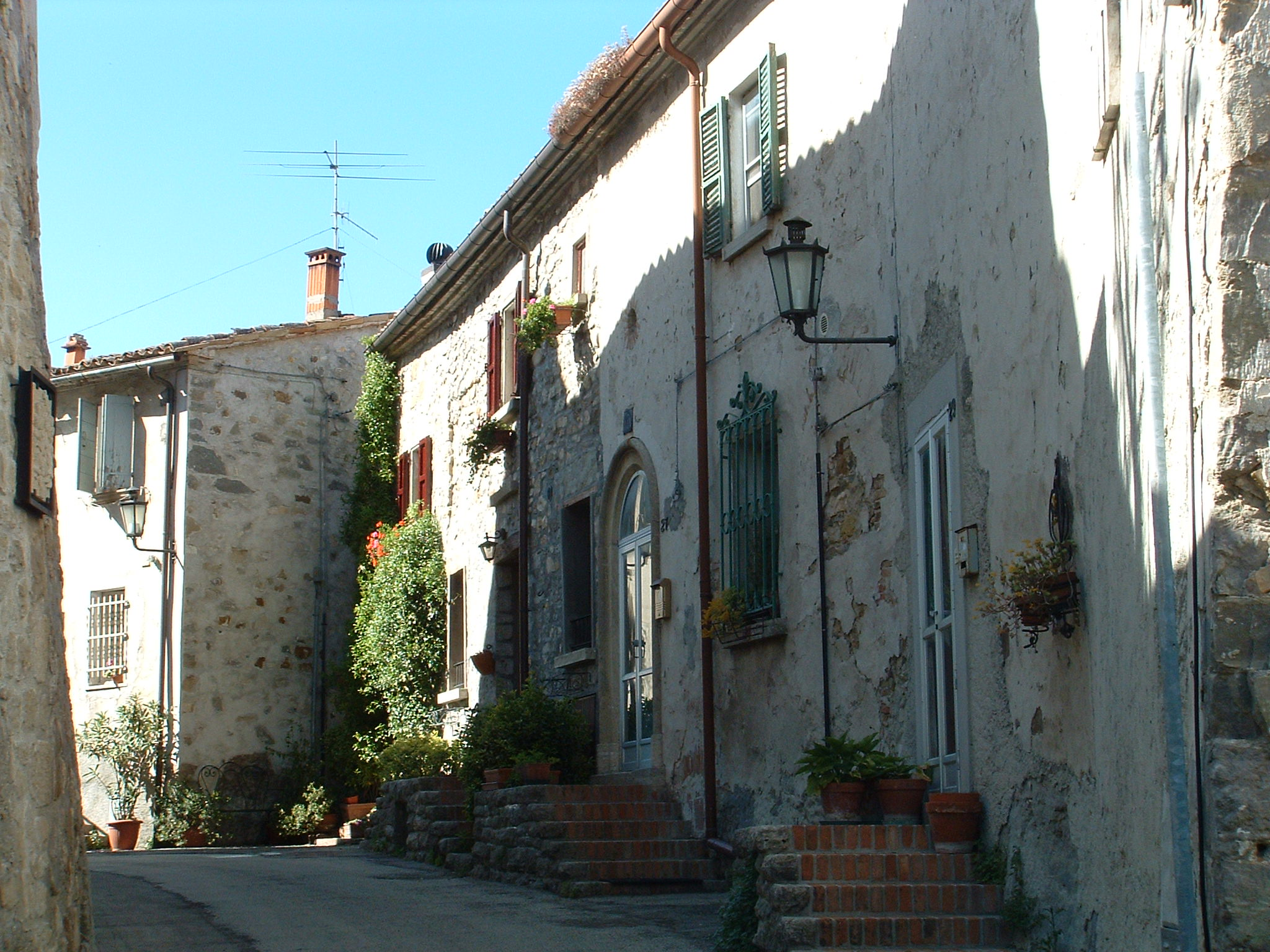
Ulice města
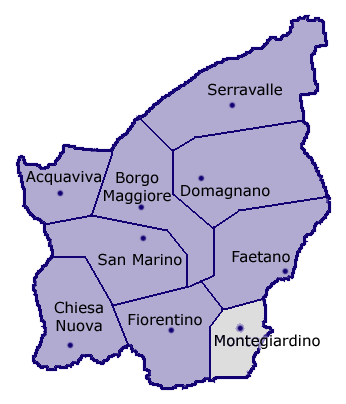
Město na mapě San Marina